# Балич, Андрия
Андрия Балич (хорв. Andrija Balić; родился 11 августа 1997 года в Сплите, Хорватия) — хорватский футболист, полузащитник клуба «Зриньски».

## Клубная карьера
Балич родился в Сплите, но жил около небольшого города Дугополье, в клубе с одноимённым названием он и начал свою профессиональную карьеру. В 2007 году он попал в академию клуба «Хайдук» из своего родного Сплита. Вместе со своим партнёром по юношеской команде «Хайдука» Николой Власичем они стали чемпионами (до 17 лет) и первыми подписали контракты до 2017 года. В 2014 году Андрия был включён в заявку основной команды на сезон. 13 апреля в матче против «Сплита» Балич дебютировал в чемпионате Хорватии, заменив во втором тайме Темурходжу Абдухоликова. В новом сезоне Балич стал чаще выходить на поле и даже восемь раз появился с первых минут. 1 марта 2015 года в поединке против «Задара» он забил свой первый гол за «Хайдук». В квалификационном раунде Лиги Европы против норвежского «Стрёмсгодсета» и эстонского «Калева» Андрия забил по мячу.
В начале 2016 года Балич перешёл в итальянский «Удинезе», подписав контракт на четыре года. Сумма трансфера составила 4 млн евро. 7 мая 2017 года в матче против «Аталанты» он дебютировал в итальянской Серии A. 28 мая в поединке против «Интера» Андрия забил свой первый гол за «Удинезе».
В январе 2019 года Балич отправился в аренду в «Фортуну» Ситтард.

## Международная карьера
С 2011 года Балич начал выступление за различные юношеские сборные Хорватии.